# NGC 6117B
NGC 6117B is een spiraalvormig sterrenstelsel in het sterrenbeeld Noorderkroon. Het hemelobject werd in 1864 ontdekt door de Duitse astronoom Albert Marth.

## Synoniemen
- MCG 6-36-24
- KUG 1617+371
- PGC 57822